# عشق‌آباد (قائنات)
عشق آباد روستایی در دهستان قائن بخش مرکزی شهرستان قائنات استان خراسان جنوبی ایران است. بر پایه سرشماری عمومی نفوس و مسکن در سال ۱۳۹۰ جمعیت این روستا ۱۲ نفر (در ۵ خانوار) بوده‌است.